# 立川志の彦
立川 志の彦（たてかわ しのひこ、1983年5月28日 - ）は、東京都練馬区出身の落語家。本名は高村 悠吾。

## 来歴
日本大学第二高等学校卒業。日本大学文理学部体育学科を卒業後、ライフガードの職を経て新宿明治安田生命ホールにて師匠となる立川志の輔の落語に出会い衝撃を受ける。志の輔の公演先の名古屋まで自宅のある練馬からヒッチハイクで向かい、入門を志願した。
2021年1月から、妻の実家がある群馬県高崎市在住。都内と高崎の二拠点で活動。
2022年より、賢プロダクション付属の声優養成所「スクールデュオ」の落語講師を担当。
2023年3月より、ぐんま特使に就任。
2025年2月、師匠の志の輔より真打昇進が認められ、同年9月1日より真打に昇進する予定。

## 芸歴
- 2007年10月∶立川志の輔に入門。
- 2014年4月∶二ツ目に昇進[3]。